# اوسیپ زادکین
اوسیپ زادکین (روسی: Осип Цадкин؛ ۲۸ ژانویهٔ ۱۸۸۸ – ۲۵ نوامبر ۱۹۶۷) مجسمه‌ساز و نقاش اهل امپراتوری روسیه بود.
وی در فرانسه زندگی می‌کرد و عمدتاً به عنوان مجسمه‌ساز شناخته شده‌است، ولی همچنین آثار نقاشی و لیتوگرافی تولید می‌کرد.
مقبره وی در گورستان مون‌پارناس، پاریس است.

## شغل
در سال ۱۹۲۱ وی تابعیت فرانسه را به‌دست آورد. زادکین در طول جنگ جهانی اول به عنوان حامل برانکارد در ارتش فرانسه خدمت کرد و زخمی شد. وی جنگ جهانی دوم را در آمریکا گذراند. مشهورترین اثر او احتمالاً مجسمه شهر ویران شده (۱۹۵۱–۱۹۵۳) است که نمایانگر مردی بدون قلب است.
وی تا سال ۱۹۵۸ در آکادمی de la Grande Chaumière کلاس‌های مجسمه‌سازی را تدریس می‌کرد.
از دانشجویان وی می‌توان به Geula Dagan و Genevieve Pezet اشاره کرد.